# Gun Ana
Gun Ana (Vieux turc : 𐰚𐰇𐰤:𐰣𐰀, Turc: Gün Ana, Azerbaïdjanais: Gün Ana, Kirghize: Күн Эне, Kazakh: Күн Ана, Hongrois: Nap Anya, Iakoute: Күн Ий̃э, balkar: Кюн Ана, parfois appelée Yaşık Ana) est la divinité solaire dans la mythologie turque. Gün Ana ou Kün Ana signifie « mère du soleil » dans les langues turques.

## Arrière-plan
Gün Ana est l'une des divinités les plus puissantes, la déesse de la vie et de la fertilité, de la chaleur et de la santé. Elle est la patronne des malheureux, en particulier des orphelins. Elle vit au septième étage du ciel. Tengri a créé la Terre avec les rayons du soleil, Gün Ana a donc participé à la création de la Terre. Les rayons solaires sont également considérés comme des « cordes » entre le Soleil et les esprits des plantes, des animaux et des hommes. Les Turcs qui vénèrent Gün Ana se tournent vers le lever du soleil lorsqu'ils prient.